# Ессель
Ессель (нім. Essel) — громада в Німеччині, розташована в землі Нижня Саксонія. Входить до складу району Гайдекрайс. Складова частина об'єднання громад Швармштедт.
Площа — 34,06 км2. Населення становить 1202 ос. (станом на 31 грудня 2021).

## Географії

### Адміністративний поділ
Громада  складається з 4 районів:
- Ессель
- Енгегаузен
- Штілленгефен
- Остенгольц-Мор